# Tanlly Vera
Tanlly Janela Vera Mendoza (El Carmen, c. 1987) es una ingeniería y política ecuatoriana. Fue asambleísta de la República del Ecuador y  ministra de Agricultura y Ganadería del Ecuador.

## Biografía

### Primeros años y formación
Nació en el cantón El Carmen en 1987. 
Estudio Ingeniería en Administración Turística y Hotelera en la Pontificia Universidad Católica del Ecuador.

## Vida política

### Asambleísta por Manabí
Para las elecciones legislativas de 2017 participó como candidata a la Asamblea Nacional por el Movimiento CREO, ganando una curul en representación de su provincia natal, Manabí. Buscó la reelección como asambleísta en las elecciones legislativas de 2021, pero no logró quedar electa.

### Ministerio de Agricultura
El 20 de mayo de 2021, fue designada como ministra de Agricultura y Ganadería por el presidente Guillermo Lasso. Asumió el cargo el 24 de mayo de 2021, día en que Lasso fue posesionado. Renunció al cargo el 15 de septiembre, del mismo año.